# Fontanelice
Fontanelice – miejscowość i gmina we Włoszech, w regionie Emilia-Romania, w prowincji Bolonia.
Według danych na styczeń 2009 gminę zamieszkiwało 1911 osób przy gęstości zaludnienia 52,3 os./1 km².